# Armor Wars (Marvel Comics)
Armor Wars (Br: Guerra de Armaduras) é um arco de história em quadrinhos de sete edições do Homem de Ferro escrito por David Michelinie e Bob Layton, com arte de Mark D. Bright e Barry Windsor-Smith, e publicado pela Marvel Comics. O arco aparece pela primeira vez em Iron Man # 225–232.

## Histórico de publicação
Enquanto "Armor Wars" é o nome popular para o enredo e é o nome usado para a coleção de brochuras comerciais, a história real é referida como "Stark Wars" nas próprias edições. A origem do nome "Armor Wars" decorre do fato de que o enredo foi anunciado em outros títulos da Marvel com anúncios de página inteira dizendo: "TEMPO PARA O VINGADOR COMEÇAR A VINGANÇA. A GUERRA DE ARMADURAS COMEÇA EM IRON MAN # 225". O enredo aconteceu de Iron Man (Vol. 1) # 225 (dezembro de 1987) a # 231 (junho de 1988), escrito por David Michelinie e Bob Layton com arte de Mark Bright, embora grande parte do trabalho de base para a história em si tenha ocorrido durante Iron Man nº 219-224. O Homem de Ferro encontra o Espião Mestre, que rouba a tecnologia Stark. O Homem de Ferro também encontra a Força, que estabelece o enredo de "Armor Wars" nas edições seguintes.
Um epílogo para o enredo foi publicado em Iron Man (Vol. 1) # 232 (julho de 1988), co-escrito por Michelinie e Barry Windsor-Smith com arte de Windsor-Smith.
"Armor Wars II" seguiu nas edições Iron Man (Vol. 1) # 258 (julho de 1990) a # 266 (março de 1991).

## Sinopse
"O Homem de Ferro lutou contra o criminoso chamado Força, o recrutou e ajudou. Tony Stark estava examinando a armadura da Força e percebeu que muito da tecnologia se assemelhava à tecnologia de armadura do Homem de Ferro. Foi então revelado que o Espião Mestre roubou alguns segredos da armadura do Homem de Ferro e os vendeu para Justin Hammer, que os vendeu para criminosos e heróis. Tony Stark então inventou o "Negator Packs" que poderia destruir sua tecnologia em contato".

## Edições de colecionador
O enredo foi colecionado em uma brochura comercial em 1990. O livro rapidamente saiu de catálogo e não seria relançado até 2007, quando a Marvel lançou uma nova impressão (com uma nova capa) (ISBN 0-7851-2506-X). O livro reúne as edições #225-#231, bem como o epílogo da história apresentada na edição #232.
A história do Prólogo (# 215-224) foi publicada em uma brochura comercial em março de 2010 (ISBN 978-0-7851-4257-7). Uma coleção da história da sequencia, Armor Wars II (# 258-266), foi lançada em maio de 2010 (ISBN 978-0-7851-4557-8).